# Be My Valentine
Singles de Tommy february6
♥Lonely in Gorgeous♥
(2005)
Be My Valentine est le 9e single de Tommy february6 sorti le 6 février 2013 au Japon et son 1er sous le label Warner Music Japan. Il atteint la 26e place du classement de l'Oricon et reste classé pendant 2 semaines. Be My Valentine et Ai no ♥ Ai no Hoshi se trouvent sur l'album Tommy Candy Shop ♥ Sugar ♥ Me.
Toutes les paroles sont écrites par Tommy february6, toute la musique est composée par Malibu Convertible.
| 1. | Be My Valentine                                                    |  |
| 2. | Ai no ♥ Ai no Hoshi (reprise de The Brilliant Green) (愛の♥愛の星) |  |